# Обесването на Васил Левски
„Обесването на Васил Левски“ е лирическо произведение (елегия) на Христо Ботев. Макар че е художествена фикция, то има за повод реално събитие.
Първият вариант на стихотворението е публикуван в бр. 22 в. „Нова България“ на 12 август 1875 г., със заглавие „Дякон Васил Левски“, а вторият вариант – в „Съчинения на Христо Ботев“, редактирани от Захарий Стоянов от 1888 г.
В България се е наложил вариантът на Захарий Стоянов.
По думи на съвременници и приятели, в продължение на три години Ботев винаги носил със себе си текста на стихотворението, за да го редактира. Това е нетипично за писателя, който често пишел стихотворенията и статиите си на един дъх.